# Kisakallio Idrottsinstitut

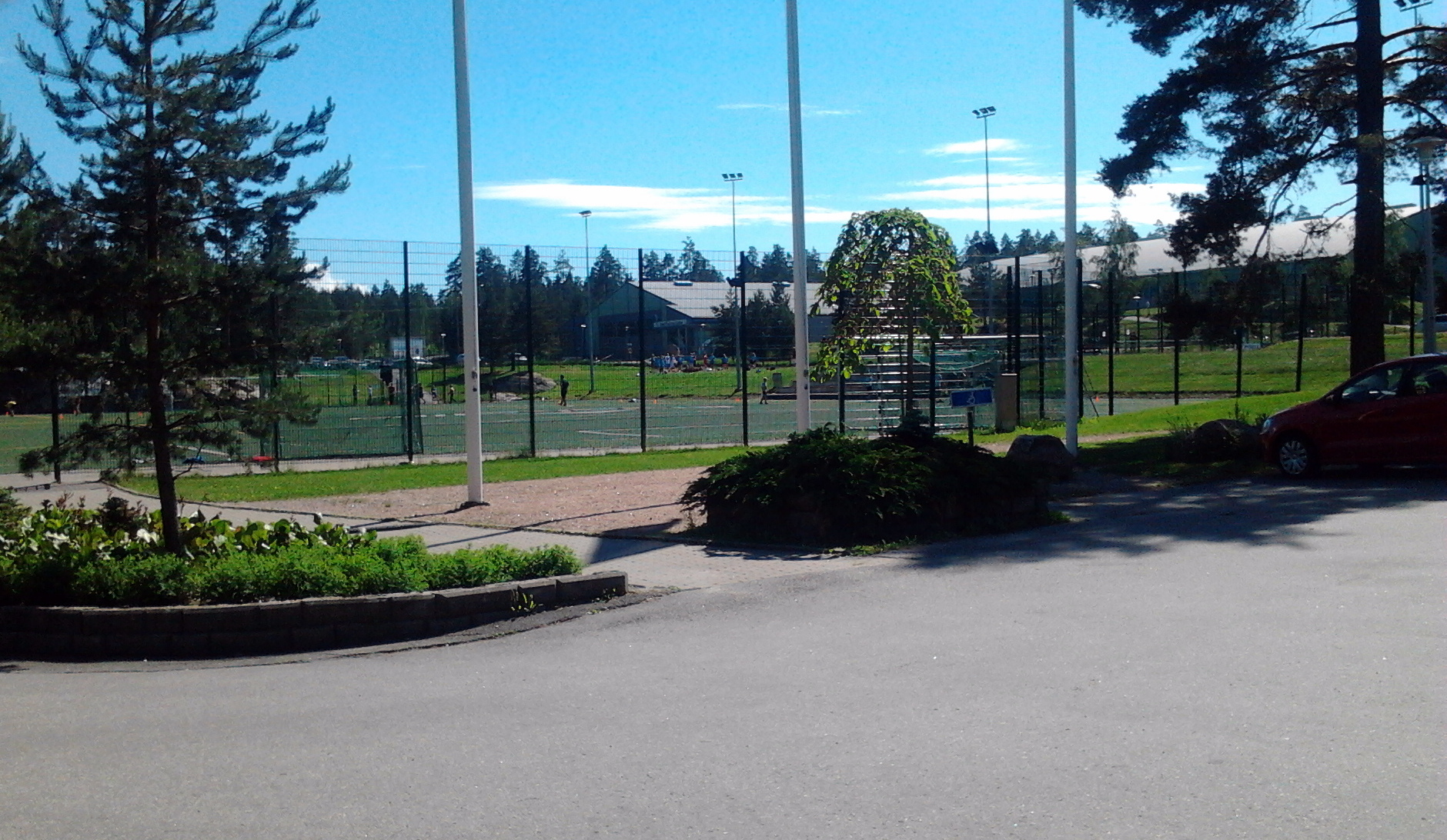
Kisakallio Idrottsinstitut

Kisakallio Idrottsinstitut (finska: Kisakallion Urheiluopisto) är ett idrottsinstitut i Lojo i Finland. Institutet ligger längs Riksväg 1 (E18) motorvägen 45 minuter från Helsingfors och en dryg timme från Åbo i stadsdelen Karnais. Institutet är en av tillsammans 14 idrottsutbildningscenter i Finland och dess verksamhet stöds av Finlands undervisnings- och kulturministeriet.
Kisakallio Idrottsinstitut fungerar som en icke-profitabel stiftelse som erbjuder olika aktiviteter, utbildningsmöjligheter och utrymmen för professionella idrottare och idrottare på amatörnivå. Kisakallio Idrottsinstitut grundades år 1949 för att vara en gymnastik institut för kvinnor i alla åldrar.
Institutet är officiellt olympiskt träningscenter för Finlands gymnastikförbund, Finlands Basketballförbund, Finlands Orienteringsförbund, Finland Handbollförbund och Finlands Volleyförbund. I dag är Kisakallio Idrottsinstitut ett av de största träningscentren i Finland och i Europa med 700 bäddar och nästan 15 000 kvm idrottsanläggningar. På området finns fem bollsporthallar, ishockeyhall, curlingbana, uppvärmd fotbollsplan, gymnastikhall och ett gym- och fitnesscenter.
Institutet omges av skogen Karnaistenkorpi.